# John Noonan
John Gerard Noonan (ur. 26 lutego 1951 w Limerick w Irlandii) – amerykański duchowny katolicki pochodzenia irlandzkiego, biskup Orlando w metropolii Miami od 2010.

## Życiorys
W wieku osiemnastu lat wyemigrował do USA i początkowo zamieszkał w Nowym Jorku. Przeniósł się jednak do Miami na Florydzie i tam wstąpił do seminarium duchownego im. św. Jana Vianneya. Święcenia kapłańskie otrzymał 23 września 1983. Pracował m.in. jako dziekan i rektor swego rodzimego seminarium oraz dyrektor szkół katolickich Monsignor Edward Pace High School i St. Brendan High School.
21 czerwca 2005 mianowany przez Benedykta XVI biskupem pomocniczym Miami ze stolicą tytularną Bonusta. Sakry udzielił mu abp John Favalora. 23 października 2010 został ordynariuszem Orlando. Ingres odbył się 16 grudnia 2010.